# Molí del Pont (Olius)
Molí del Pont és una masia del municipi d'Olius inclosa en l'Inventari del Patrimoni Arquitectònic de Catalunya.

## Descripció
És un antic molí en estat ruïnós, de planta rectangular i orientat nord-sud. Té una teulada a doble vessant. La part millor conservada és la cara oest, on hi resta el forn de forma circular i sobrealçat per arribar al primer pis. A la cara nord, porta d'entrada d'arc de mig punt adovellada, en la que només hi resta un tros de paret.
Parament de pedres irregulars, a la paret del costat del forn estan col·locades en filades.
En l'interior està restaurat, ja que s'utilitza per una institució pública, un restaurant.

## Història
Correspon amb el molí de Rodamilans, de la casa de Rodamilans; l'any 1092, Mir Miró i la seva muller Enna, vengueren a Arnal, fill d'Oromir, el seu alou que consistia en terres basses i molins que rebé dels seus pares en el lloc de Rodamilans. El molí es deia Uixaler i pel lloc de situació es creu que correspon a l'actual molí del Pont. D'aquest lloc en procedí una família, els Rodamilans, dels quals es parla des del segle xii fins al XVII, com a propietaris i industrials d'Olius. Als primers temps la família que vivia aquí no portava encara el nom de la casa. Eren propietaris d'aquest lloc el 1114 Raimon Arna't i sa muller Raimunda, com feudataris de Guillem i Ermessendis. Eren tres els molins que portaven, dels quals en donaven el terç de la moltura. Altra dada per localitzar-los són les notícies que ens parlen del pont de Rodamilans i el pont d'Anzalicames. Un d'ells és el pont vell que hi ha prop del molí del pont.